# إيبوك تايمز
إيبوك تايمز هي صحيفة دولية يمينية متطرفة تصدر بعدة لغات وهي تابعة لحركة فلون غونغ الدينية الجديدة. الصحيفة، ومقرها مدينة نيويورك، هي جزء من مجموعة إيبوك الإعلامية، والتي تدير أيضًا تلفزيون أسرة تانغ الجديد (إن تي دي). تمتلك الصحيفة مواقع في ويب في 35 بلد لكنها محظورة في بر الصين الرئيسي.
تعارض إيبوك تايمز الحزب الشيوعي الصيني، وتروج للسياسيين اليمينيين المتطرفين في أوروبا، ودعمت الرئيس دونالد ترامب في الولايات المتحدة، وأظهر تقرير في عام 2019 لقناة إن بي سي نيوز أنها ثاني أكبر ممول لإعلانات فيسبوك المؤيدة لترامب وذلك بعد حملة ترامب. نشرت المواقع الإخبارية لمجموعة إيبوك الإعلامية وقنوات يوتيوب نظريات المؤامرة مثل كيو أنون والمعلومات المضللة ضد لقاح كوفيد-19.
في عام 2020، سمتها صحيفة نيويورك تايمز «آلة تضليل عالمية النطاق». روجت الصحيفة بشكل متكرر لمجموعات أخرى تابعة لفالون غونغ، مثل شركة الفنون المسرحية شين يون.

## تاريخها وعلاقتها مع فالون غونغ
أُسست إيبوك تايمز في عام 2000 على يد جون تانغ وأمريكيين صينيين آخرين تابعين لحركة فالون غونغ. كان تانغ طالبًا متخرجًا في جورجيا في ذلك الوقت، وبدأ الصحيفة من قبو منزله. قال المؤسسون أنهم كانوا يردون على الرقابة في الصين وقلة الفهم الدولي لقمع الحكومة الصينية لجماعات فالون غونغ.
بحلول عام 2003، تطور الموقع الإلكتروني لإيبوك تايمز ومجموعة من الصحف إلى مجموعة من أكبر مواقع الأخبار والصحف الصادرة باللغة الصينية خارج الصين، مع إصدارات محلية منها في الولايات المتحدة وكندا وأستراليا ونيوزلندا واليابان وإندونيسيا وتايوان وهونغ كونغ وكبرى الدول الأوروبية الغربية. أُطلقت النسخة الإنجليزية الأولى على الإنترنت في عام 2003، تبعتها نسخة نيويورك المطبوعة في عام 2004.
كتب نيك كولدري وجيمس كوران في عام 2003 أن الصحيفة تمثل «خطوة كبيرة في تطور وسائل الإعلام البديلة المتعلقة بفالون غونغ»، وقد تكون جزءًا من تحالف إعلامي فعلي مع ناشطي الديمقراطية في المنفى. كتب عالم الاجتماع يويزي زاو أن الصحيفة «تعرض تقاربًا أيديولوجيًا وتنظيميًا لا جدل فيه مع فالون غونغ» وأنها تؤكد بشدة على الصورة السلبية للحكومة الصينية والصور الإيجابية لفالون غونغ. وفقًا لزاو، تصور إيبوك تايمز نفسها بأنها محايدة ومستقلة وموجهة نحو اهتمامات العامة.
في عام 2005، ذكرت صحيفة سان فرانسيسكو أنه «ثمة ثلاثة وسائل إعلامية صادرة باللغة الصينية ومقرها الولايات المتحدة، وتقدم تقارير استفزازية عن الحزب الشيوعي، والقمع الحكومي والاضطرابات الاجتماعية في الصين (وهي إيبوك تايمز، وساوند أوف هوب، وإن تي دي تي في)، لديها صلات بحركة فالون غونغ الدينية. عندما أجريت مقابلة المسؤولين التنفيذيين في كل وسيلة إعلامية منها ادعوا أنهم لا يمثلون حركة فالون غونغ بشكل عام.
كتب مراسل أسوشيتيد بريس في عام 2006 أنه «من غير الدقيق من الناحية الفنية» أن نقول إن فالون غونغ تمتلك إيبوك تايمز، على الرغم من أن العديد من موظفي الصحيفة هم من ممارسيها. لاحظ توسي إلى أن «العديد من المراقبين» قالوا إن فالون غونغ تستخدم الصحيفة في حملاتها للعلاقات العامة، وترتبط الصحيفة مع المجموعة وهي في مضمونها متعاطفة معها.
أنكر رئيس مجلس إدارة إيبوك تايمز ستيفن غريغوري في عام 2006 أن إيبوك تايمز ترتبط بشكل مباشر بفالون غونغ. أكد المراسلون المستقلون في الولايات المتحدة مرارًا وتكرارًا على هذا الارتباط.
في عام 2008، قال ديفيد أونبي، مدير مركز دراسات شرق آسيا في جامعة مونتريال وكاتب فالون غونغ ومستقبل الصين، إن من أسس الصحيفة هم ممارسو فالون غونغ بأموالهم الخاصة. ويصف ةإيبوك تايمز قائلًا إنه يتمنى أن تؤخذ الصحيفة على محمل الجد كصحيفة عالمية بدلًا من إطلاق الأحكام عليها على خلفية ارتباطها القوي بفالون غونغ. وكتب: «إيبوك تايمز هي صحيفة لها مهمة، وهي تغطية القضايا المتعلقة بحقوق الإنسان في جميع أنحاء العالم، ما يعني التركيز بشكل كبير على الصين وفالون غونغ».
كتب الباحث الكندي كليميت تونغ إن: إيبوك تايمز «تعمل بمثابة الناطق بلسان» فالون غونغ بدون تصريح رسمي بذلك الانتماء للحركة.
في عام 2009، ظهر لي هوغزي، مؤسس فالون غونغ، في المكتب الرئيسي في مانهاتن ودعا إلى توسيع إيبوك تايمز «لتصبح وسيلة إعلامية منظمة». أشار لي إلى إيبوك تايمز قائلًا «وسيلتنا الإعلامية»، إلى جانب شركة إن تي دي للإنتاج الرقمي وفرقة رقص شين يون. قال موظفان سابقان إن المحررين الأفضل فيها سافرا لمقابلة لي في مجمع فالون غونغ، دراغون سبرينغز، حيث كان لي يتخذ القرارات التحريرية والاستراتيجية؛ أنكرت صحيفة إيبوك تايمز أن هذا اللقاء حدث.
لاحظ موظفون سابقون في إيبوك تايمز مشاركة ممارسي فالون غونغ في العملية الإدارية والتحريرية. قال ثلاثة موظفين سابقين مجهولين إن العاملي في إيبوك تايمز كانوا يُشجعون على حضور جلسات «دراسة فا» خارج العمل لدراسة تعاليم لي هوغزي. وقال بعض الموظفون السابقون إن الحديث بشكل سلبي عن إيبوك تايمز يرقى إلى عصيان لي.
تعرض إيبوك تايمز قصصًا ترويجية متكررة عن فرقة شين يون الراقصة التي تتبع لفالون غونغ. وصفت مراجعة لمجلة ذا نيويوركر شين يون قائلة إنها «المزود الأول في العالم للمحتويات المتعلقة بشين يون».
في تقرير عام 2018، علق معهد هوفر المحافظ للدراسة والبحث بأنه «قد تقلصت المساحة المتاحة لوسائل الإعلام المستقلة بالفعل والصادرة باللغة الصينية في الولايات المتحدة إلى عدد قليل من وسائل الإعلام التي يدعمها أتباع فالون غونغ، والطائفة الدينية المحظورة في الصين، وإذاعة صغيرة وموقع إلكتروني باسم فيجين تايمز»، ويشير الخبر أيضًا إلى ارتباط الأخيرة بفالون غونغ أيضًا.
وبالمثل في تقرير عام 2019، قال مراسلون بلا حدود إنه «بغض النظر عن صحيفة إيبوك تايمز وتلفزيون أسرة تانغ الجديد، واللذان تديرهما فالون غونغ، وهي حركة دينية مضطهدة في الصين، وتشاينا ديجيتال تايمز، موقع إلكتروني أسسته قيادات منتقدة للنظام مقرها الولايات المتحدة، فإن الولايات المتحدة تمتلك حاليًا عددًا قليلًا من وسائل الإعلام المستقلة حقًا وهي مشتتة».
في عام 2019، أشار تقرير استقصائي إلى أن تغطية إيبوك تايمز السياسية يمكن أن تتأثر بتوقعات أتباع فالون غونغ لوجود يوم محاكمة يُرسل فيه الشيوعيون إلى الجحيم، وينجو حلفاء فالون غونغ. أخبر موظفون سابقون في إيبوك تايمز إن بي سي نيوز أن الرئيس دونالد ترامب يعتبر حليفًا رئيسيًا مناهضًا للشيوعية، ويُزعم أنه يسرع في الوصول إلى يوم المحاكمة هذا.
في عام 2020، صنف موقع فوكس قناة تشاينا أنسينسورد(الصين بلا رقابة)، إلى جانب تلفزيون إن تي جي على أنهما تابعين لإيبوك تايمز، كجزء من «إمبراطورية إعلامية» متعددة اللغات.